# Hans Lippershey
Hans Lipperhey (eller Jan Lipperhey, Hans Lippershey, Johannes Lipperhey, Hans Lippersheim, Hans Laprey; født ca. 1570 i Wesel i  Tyskland; død i september 1619 i Middelburg) var en tysk-nederlandsk brillemager, der tilskrives opfindelsen af teleskopet.
Lipperhey flyttede i 1594 til Middelburg i Zeeland, hvor han slog sig ned som brillemager. I oktober 1608 fremlagde han som patentansøgning for Zeelands råd et instrument til at se ting i det fjerne og blev bedt om at sætte det i produktion. Instrumentet kom på markedet samme år, og allerede i 1609 var Lipperheys kikkert kaldet teleskop til salg i Paris. Det kunne forstørre tre gange (3x). 
Lippersheys patentansøgning nævnes i slutningen af en diplomatisk rapport sendt af den siamesiske kong Ekathotsarot: Ambassades du Roy de Siam envoyé à l'Excellence du Prince Maurice, arrivé a La Haye, le 10. septembr. 1608). Denne diplomatiske rapport blev hurtig kendt i store dele af Europa og førte til eksperimenter blandt andre forskere. Italieneren Paolo Sarpi, som modtog rapporten i november 1608, gik i gang, og det samme gjorde englænderen Thomas Harriot i 1609 og Galileo Galilei. Det var med en egen forbedret udgave af Lipperhey-teleskopet at Galileo Galilei kom til et gennembrud inden for astronomien.
Lipperheys patentansøgnign førte ikke til patent, da han i oktober 1608 ikke (længere) var den eneste som forstod sig på kunsten at bygge kikkerter. Men Lipperhey modtog god betaling for tegningerne til sin opfindelse af den nederlandske regering. Ved siden af Hans Lipperhey gjorde også Jacob Adriaanszon kaldet Metius af Alkmaar og Zacharias Janssen krav på at have opfundet instrumentet.
Striden blev første gang skildret i 1655 i bogen De vero telescopii inventore  og var skrevet af Pierre Borel. I den er en afbildning af Lipperhey.

## Navngivning
Hans Lippersheys betydning for udviklingen af astronomien har bevirket, at han har fået et månekrater opkaldt efter sig: det har en diameter på ca. 6 kilometer og findes i den sydøstlige del af Mare Nubium i positionen 25.9S 10.3W. 
Asteroiden 1998 HX 147, der blev opdaget i 1998, er senere blevet navngivet 31338 Lippershey.